# Конвертируемый ноутбук
Конверти́руемый ноутбу́к, также ноутбук-трансформер или ультрабук-трансформер (см. Ультрабук) — форм-фактор портативных персональных компьютеров типа ноутбук с сенсорным экраном и c поворотным дисплеем.
Состоит из портативных компьютерных компонентов в легком и тонком корпусе и является примером технологической конвергенции. Удобен для просмотра мультимедиа и выполнения неинтенсивных задач в режиме планшета, но полезен для создания контента в режиме ноутбука.

## Описание
Ноутбуки с сенсорным экраном представляют собой гибрид планшетного компьютера и ноутбука, поэтому такие компьютеры также иногда называют планшетными ноутбуками. От планшетных ПК им достался сенсорный экран, а от ноутбука корпус с полноценной клавиатурой. Позиционирование подобных портативных компьютеров зависит от производителя, некоторые относят данные устройства к ноутбукам, другие — к планшетным компьютерам.
Как правило, дисплей на таких ноутбуках сделан поворотным или же могут встречаться модели со съёмной клавиатурой, что значительно расширяет функциональность устройства и позволяет использовать его как в качестве ноутбука, так и в качестве полноценного планшетного компьютера. Диагональ экрана ноутбуков-трансформеров обычно не превышает 15 дюймов, производительность минимальная или средняя. Эти особенности связаны с высокой стоимостью и относительно большим энергопотреблением сенсорных панелей.
Преимуществом таких ноутбуков перед другими категориями портативных компьютеров является возможность вводить информацию непосредственно на экране, а перед интернет-планшетами — полноценная клавиатура, позволяющая без проблем набирать большие объёмы текста.

## Отличие от традиционных планшетов и ноутбуков
«Конверти́руемый ноутбу́к» относятся к категории гибридных или трансформируемых планшетов, но отличаются тем, что работают на полнофункциональной настольной операционной системе и имеют порты ввода-вывода, которые обычно встречаются на портативных компьютерах, такие как USB и DisplayPort. Самым заметным элементом является клавиатура, которая позволяет ноутбук-трансформеру обеспечивать эргономичный набор текста, как на ноутбуке.
Они отличаются от традиционных ультрабуков наличием сенсорного дисплея и скрытой или съемной клавиатуры.

## История
Впервые ноутбук-трансформер был представлен в 1986 году корпорацией IBM. Эта была первая «трансформируемая» модель ноутбука на базе процессора Intel x86 (масса 5,4 кг, дисковод 3,5 дюйма) по цене $3500.
Но широкое распространение данный вид ноутбуков стал получать только лишь в 2013 году после выпуска и распространения новой операционной системы Microsoft Windows 8 с новым интерфейсом Metro ориентированным на сенсорный экран. Тогда корпорации Microsoft и Intel стали заниматься маркетинговым продвижением ноутбуков-трансформеров в качестве альтернативы классическим интернет-планшетам.

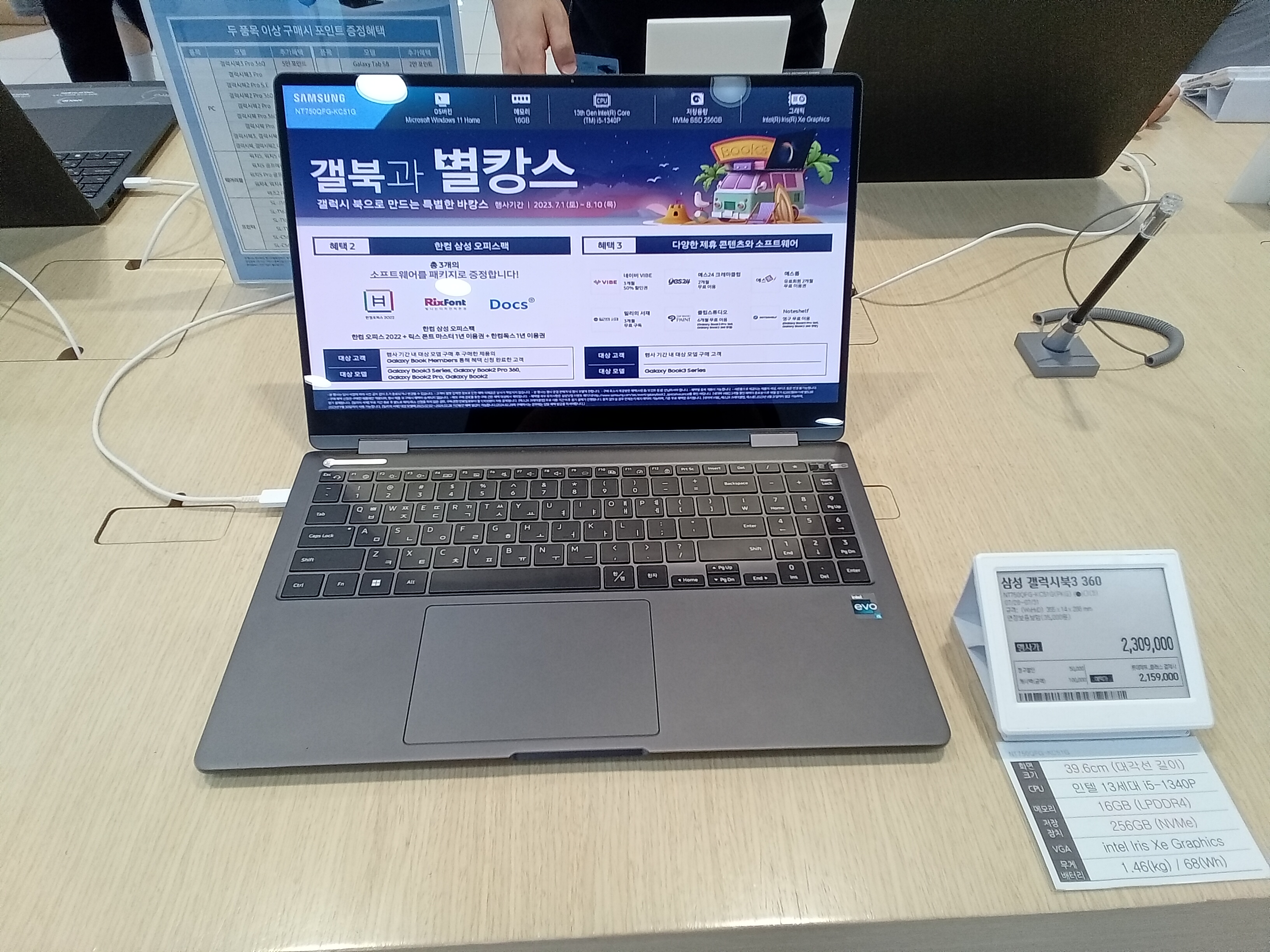
Galaxy Book 3 360
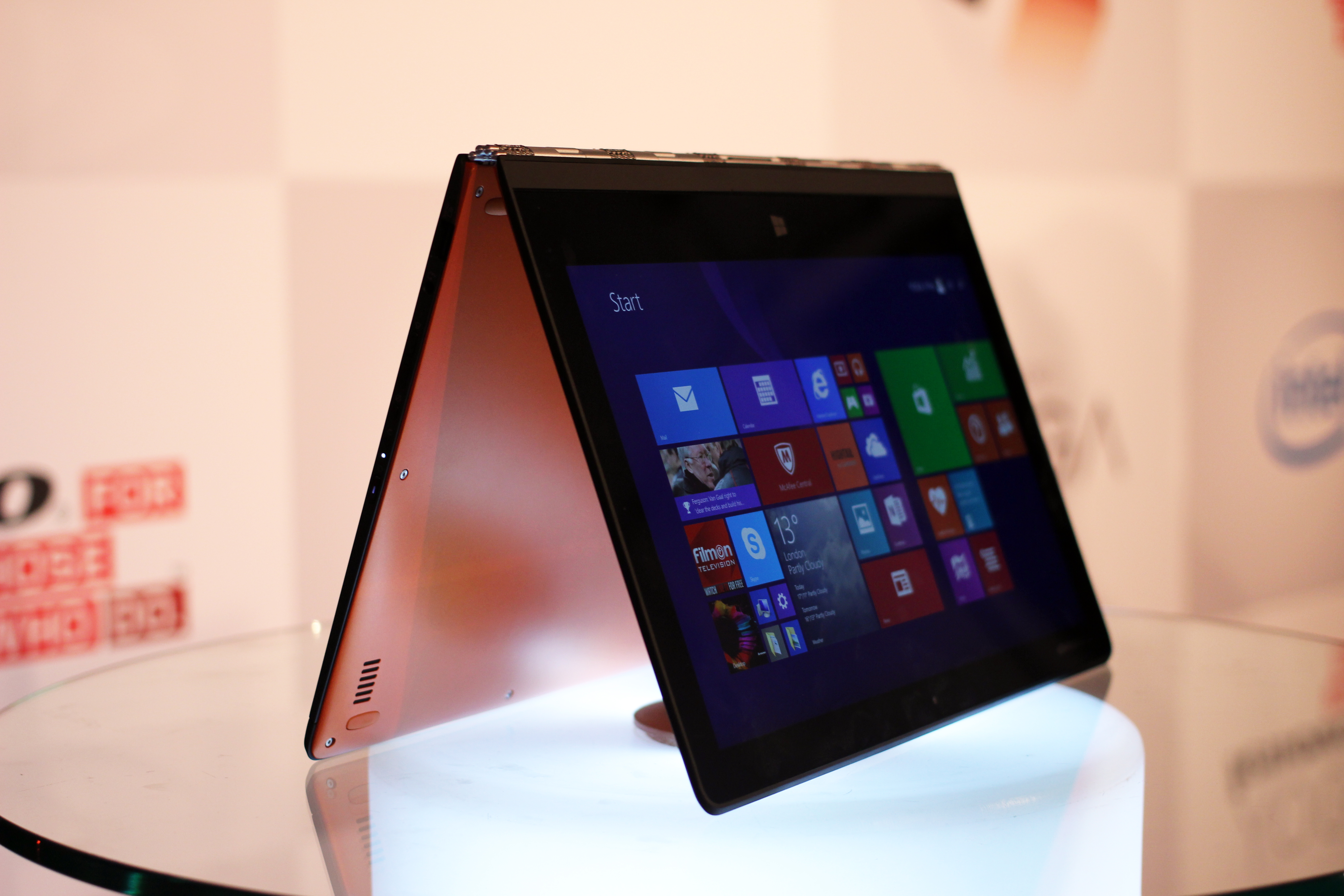
Lenovo YOGA 3 Pro
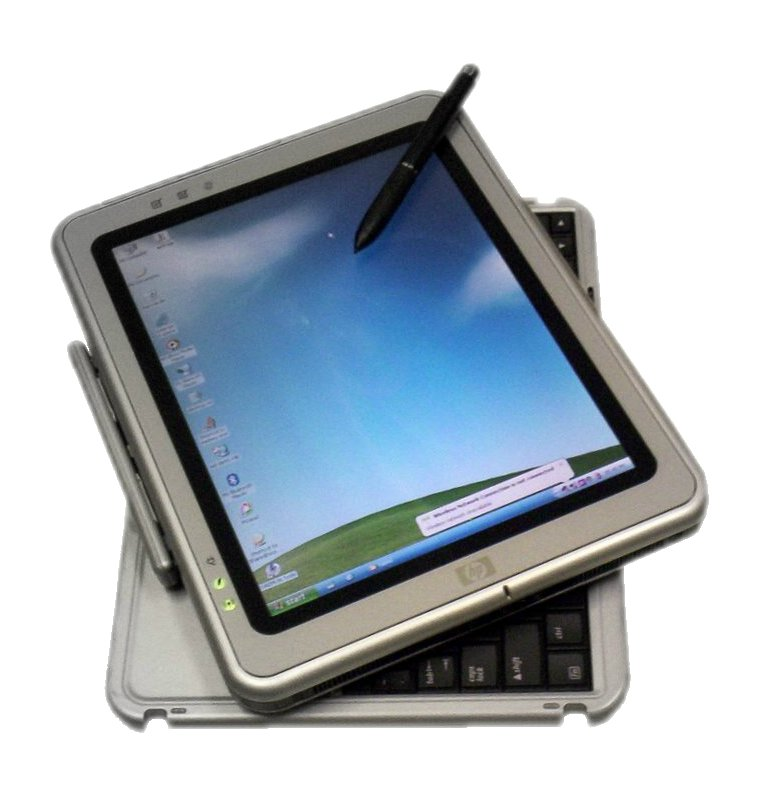
Планшетный субноутбук HP TC-1000
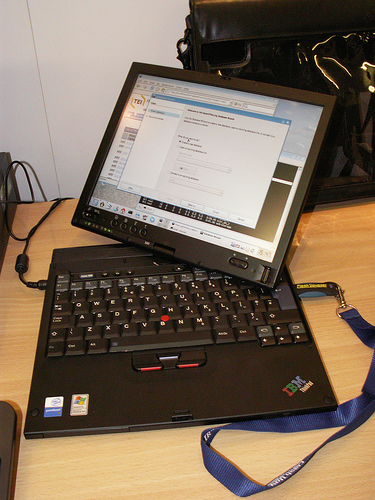
Планшетный субноутбук Lenovo ThinkPad X41
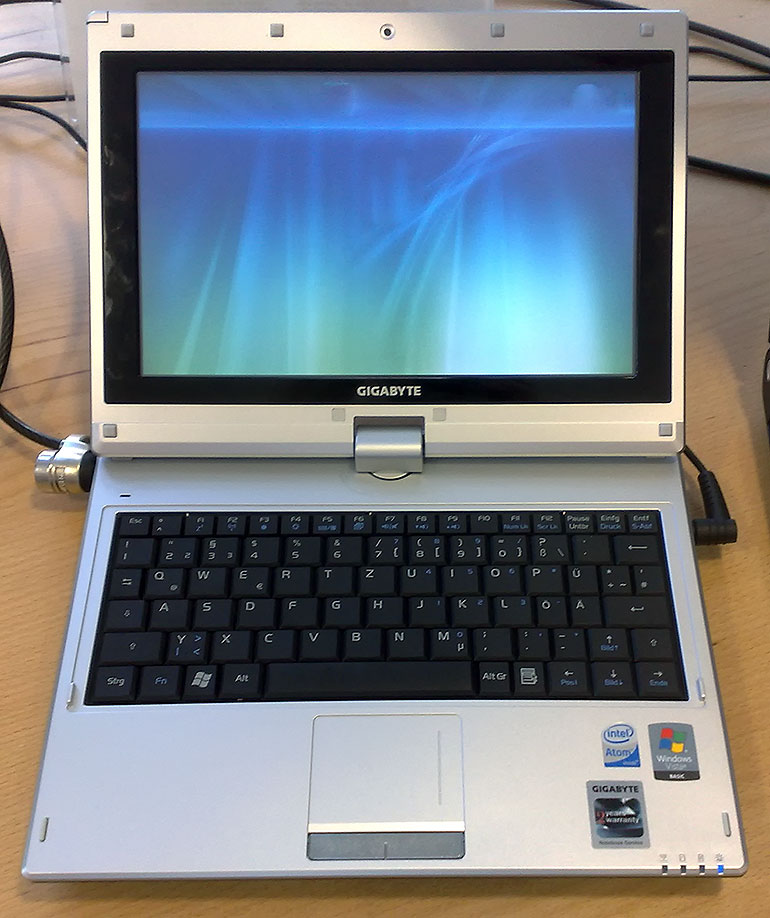
Планшетный нетбук Gigabyte M912V в роли ноутбука
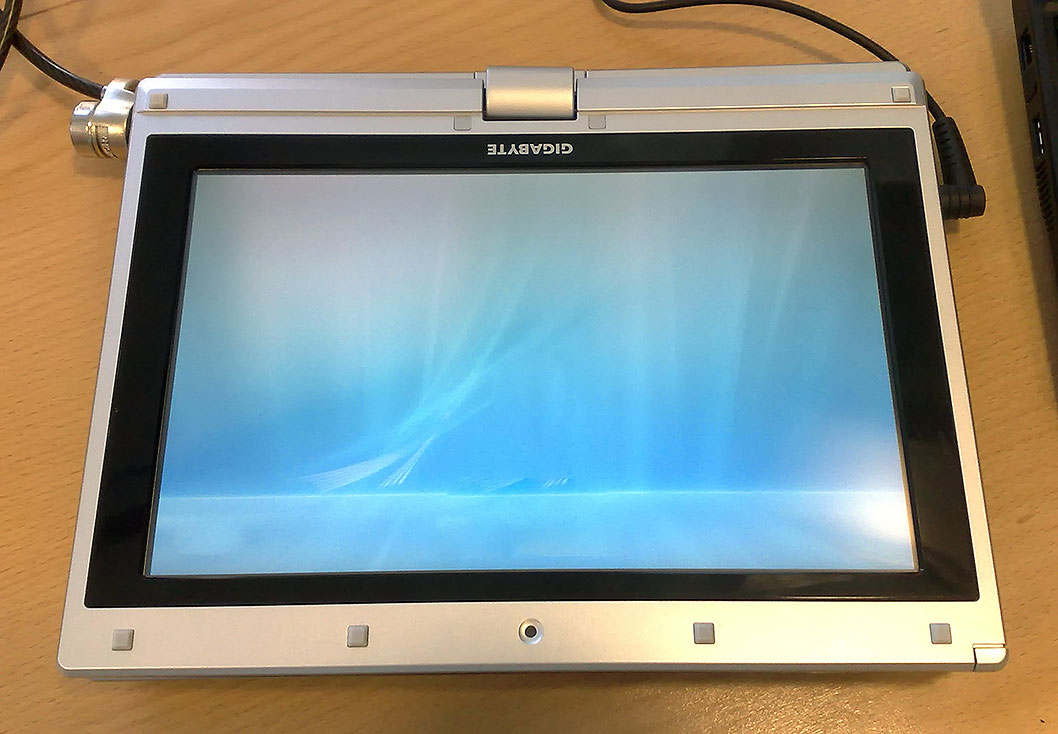
Планшетный нетбук Gigabyte M912V в роли планшетного ПК